# マチェック・スレッキ
マチェック・スレッキ（ポーランド語: Maciej Sulęcki、1989年5月2日 - ）は、ポーランドのプロボクサー。ワルシャワ出身。

## 来歴
2014年11月18日、クラクフのクラクフ・アリーナでグジェゴシ・プロクサと対戦し、7回2分57秒TKO勝ちを収めた。
2017年10月21日、ニュージャージー州ニューアークのプルデンシャル・センターで元WBA世界スーパーウェルター級王者のジャック・クルカイと対戦し、10回3-0（98-92、97-93、96-94）の判定勝ちを収めた。
2018年4月28日、ニューヨークのバークレイズ・センターにて元WBA世界ミドル級王者のダニエル・ジェイコブスとWBA世界ミドル級挑戦者決定戦を行い、12回0-3（111-116、110-117、112-115）の判定負けを喫しゲンナジー・ゴロフキンへの挑戦権を獲得出来なかった。
2019年3月15日、フィラデルフィアのリアコウラス・センターでカブリエル・ロサドとWBOインターナショナルミドル級王座決定戦を行い、10回3-0（2者が95-91、95-93）の判定勝ちを収め王座を獲得した。
2019年6月29日、ロードアイランド州のダンキン・ドーナツ・センターでWBO世界ミドル級王者のデメトリアス・アンドラーデとWBO世界同級タイトルマッチを行うも、12回0-3（3者共107-102）の判定負けを喫し王座を獲得出来なかった。
2022年3月16日、WBC世界ミドル級王者のジャーモール・チャーロと同年6月18日にヒューストンのトヨタセンターで対戦する事がShowtimeから発表された。しかし、最終的に試合は消滅した。
2025年6月27日、ケベック・シティーのビデオトロン・センターでWBC世界スーパーミドル級1位のクリスチャン・エンビリとサウル・アルバレスのテレンス・クロフォードとの対戦を優先させたことに伴うWBC世界スーパーミドル級暫定王座決定戦を行うも、初回2分28秒TKO負けを喫し王座獲得に失敗した。

## 獲得タイトル
- ポーランドミドル級王座
- ポーランドインターナショナルスーパーミドル級王座
- WBOインターナショナルミドル級王座